# Systremma
Systremma är ett släkte av svampar. Systremma ingår i familjen Dothideaceae, ordningen Dothideales, klassen Dothideomycetes, divisionen sporsäcksvampar och riket svampar.
|           | Endoconidioma                       |
|           |                                     |
|           | Vestergrenia                        |
|           |                                     |
|           | Asteromellopsis                     |
|           |                                     |
|           | Pachysacca                          |
|           |                                     |
|           | Euryachora                          |
|           |                                     |
|           | Didymochora                         |
|           |                                     |
|           | Dictyodothis                        |
|           |                                     |
| Systremma | \| \| Systremma bullata \| \| \| \| |
|           | \| \| Systremma bullata \| \| \| \| |
|           | Omphalospora                        |
|           |                                     |
|           | Dothidea                            |
|           |                                     |
|           | Auerswaldia                         |
|           |                                     |
|           | Stylodothis                         |
|           |                                     |
|           | Lucidascocarpa                      |
|           |                                     |
|           | Systremma bullata                   |
|           |                                     |

|  | Systremma bullata |
|  |                   |